# Petru Ungureanu
Petru Ungureanu (rusă Пётр Николаевич Унгурян, n. 26 august 1894, Boghiceni, Raionul Hîncești, Basarabia – d. 12 decembrie 1975, Chișinău) a fost un om de știință și om de stat sovietic moldovean, specialist în domeniul tehnologiei preparării vinului, care a fost ales ca membru titular al Academiei de Științe a Moldovei. Membru PCUS.
La data de 1 august 1961 a fost ales ca membru corespondent al Academiei de Științe a Moldovei.

## Biografie
S-a născut în 1894, în Gubernia Basarabia. A absolvit școala de Viticultură și Vinificație din Chișinău apoi, după unirea Basarabiei cu România, a trecut Nistrul, stabilindu-se în URSS. A dezvoltat producția vinurilor spumoase din Rostov și Tașkent.
În 1944 s-a întors în Basarabia, stabilindu-se în RSS Moldovenească, unde a continuat să activeze în cercetarea vinificației. În cu activitatea științifică a desfășurat și o activitate politică, fiind deputat în Sovietul Suprem al Uniunii Sovietice. 
Petru Ungureanu a fost respectat de figuri din elita politică a Uniunii Sovietice, precum Anastas Mikoian, Aleksei Kosîghin sau Ivan Bodiul.
Petru Ungureanu a decedat în 1975 în Chișinău.